# アントニオ・アレン
アントニオ・アレン（Antonio Allen 1988年9月23日- ）はフロリダ州オカラ出身のアメリカンフットボール選手。ポジションはディフェンシブバック。

## 経歴
高校の最終学年では、126タックル、4インターセプトをあげて州のファーストチームに選ばれた。Rivals.comからは全米のセイフティで42位、フロリダ州の選手として80位に評価された。
2007年はバージニア州チャタムのフォーク・ユニオン・ミリタリー・アカデミーでプレーした。
2008年1月にサウスカロライナ大学へ進学した彼は、その年は出場機会は十分与えられず、4試合の出場で5タックルの成績にとどまった。2009年は先発8試合を含む12試合に出場した。2010年には開幕から2試合をハムストリングの負傷で欠場したが、先発11試合を含む12試合に出場し、チーム2位の70タックル、2.5サックをあげた。2011年は88タックルをあげた。
2012年のNFLドラフト7巡でニューヨーク・ジェッツから指名され、5月に4年契約を結んだ。開幕ロースターには残れず、プラクティス・スクワッドとしてジェッツと契約を結んだ。
ダレル・リーヴィスの故障者リスト入りに伴い、10月12日にアクティブロースターに昇格した。11月6日にジェッツがベテランWRジェイソン・ヒルと契約する際に解雇され、11月8日にジェッツのプラクティス・スクワッドに加わった。12月6日にアクティブロースターに再度昇格した。
2013年、ジェイクワン・ジャレットと先発フリーセイフティの座を争った。第5週のアトランタ・ファルコンズ戦で相手のパントをブロックした。第7週のニューイングランド・ペイトリオッツ戦ではトム・ブレイディのパスをインターセプト、23ヤードをリターンしてタッチダウンをあげ、30-27の勝利に貢献した。この勝利でジェッツはペイトリオッツ戦の連敗を6で止めた。第14週のオークランド・レイダース戦ではパントをブロックし、ボールをエンドゾーンでリカバーしてタッチダウンをあげた。このタッチダウンはシーズン2度目のタッチダウンとなった。ジェッツのディフェンシブバックが2TD以上をあげたのは、2010年以来のことであった。
2014年、先発CBとして期待されていたディミトリ・パターソンが不祥事で解雇されたことに加え、デクスター・マクダグルやディー・ミリナーが相次いで負傷離脱したことによって、コーナーバックにコンバートされた。
2015年、アキレス腱を断裂した後、8月7日にジェッツからウェイバーされた。その後8月10日に故障者リスト入りした。
2016年3月16日、ヒューストン・テキサンズと契約したが同年9月3日に解雇された。9月6日にニューヨーク・ジェッツと契約し古巣に復帰した。同年12月10日、故障者リスト入りした。